# 嘉庫戰役
嘉庫戰役發生於1883年3月27日至28日，是東京遠征中的一場戰役，貝特·德·維拉爾率領的法國海軍陸戰隊成功擊敗了人數龐大的越南-黑旗軍聯軍。
3月27日至28日，河內駐軍總司令貝特·德·維拉爾（Berthe de Villers）率領兩支海軍陸戰隊步兵連和一小部分來自砲艇豹號的水手，向黃佐炎親王的6,000名越南軍隊發動攻勢。法軍運用聰明的火力和移動戰術，在豹號的火砲的支援下，攻擊越南的防禦工事，迅速佔領了陣地，最終將越南人趕出了戰場。法軍4人受傷，越軍1000人以上傷亡。
越南失敗的因素之一是因為劉永福的缺乏配合，黑旗軍本該從西進攻河內，但他卻直攻法軍控制的皇宮，並遭到輕鬆擊潰。

## 註腳
1. 1 2 3  Bastard, 156–60; Marolles, 187–8; Duboc, 111–12; Huard, 26–30; Nicolas, 252–4; Thomazi, Histoire militaire, 54–5